# 팡치 포론
팡치 포론(벵골어: পাঁচ ফোড়ন)은 방글라데시, 동인도와 북동인도, 인도와 네팔에 걸친 미틸라 등 남아시아 북동부 지역의 요리에 쓰이는 배합 향신료이다.

## 이름
- 파드카우네 마살라(네팔어: पड्काउने मसला)
- 판치 포란(힌디어: पंच फोड़न)
- 팡스 푸론(아삼어: পাঁচ ফোৰণ)
- 팡치 포론(벵골어: পাঁচ ফোড়ন)
- 폰추 푸토노(오리야어: ପଞ୍ଚୁ ଫୁଟଣ)

## 만들기
호로파 씨, 쿠민 씨, 흑쿠민 씨, 겨자 씨, 회향 씨를 같은 비율로 섞어 만든다.

## 사진

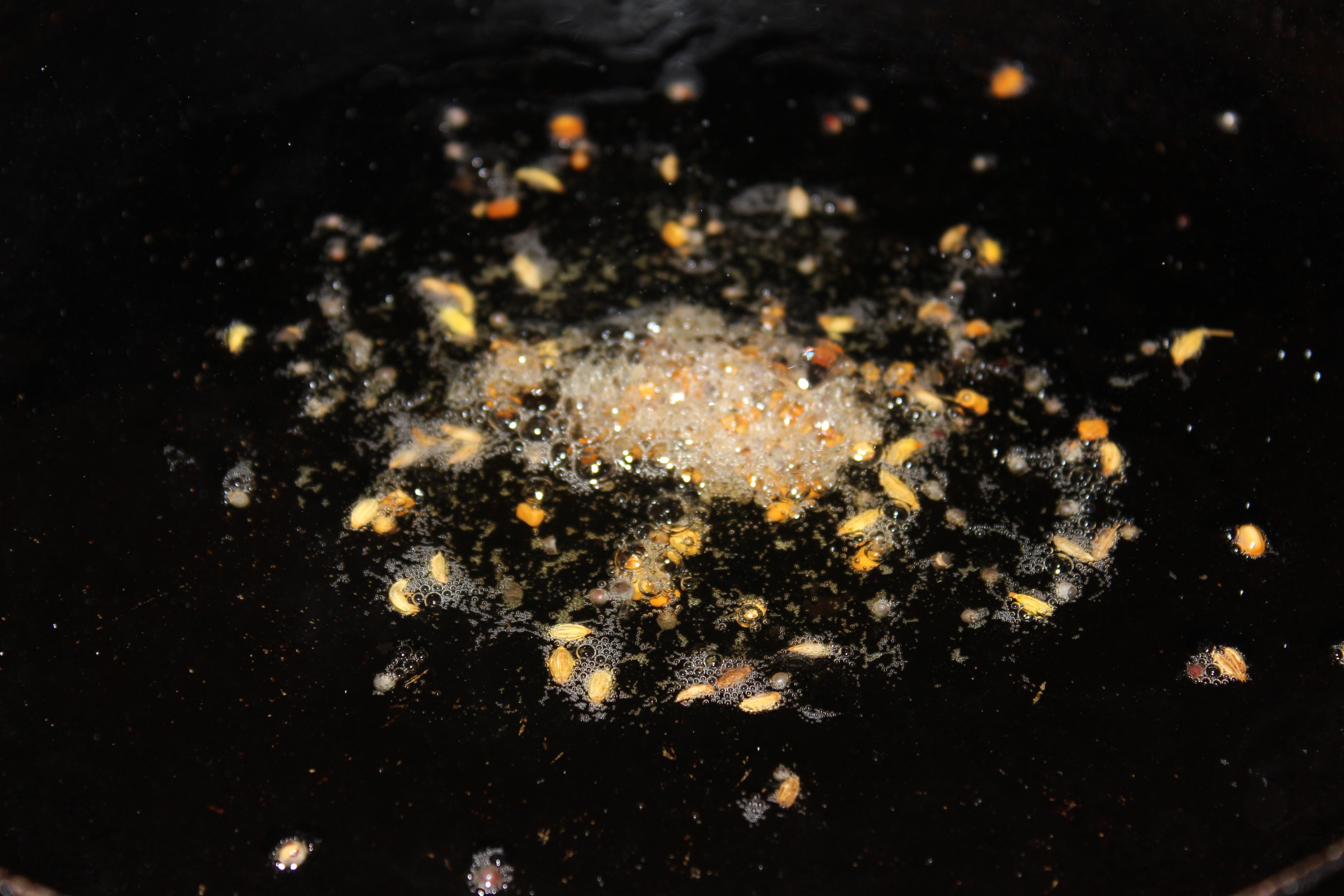
폰추 푸토노를 기름에 튀기는 모습

## 같이 보기
- 오향분